# Cristian-Valeriu Hadji-Culea
Cristian Hadji-Culea (n. 13 martie 1952, București) este regizor de teatru român. Din anul 2006 este directorul Teatrului Național „Vasile Alecsandri” din Iași.

## Biografie
A absolvit Liceul "Nicolae Bălcescu" și Institutul de Artă Teatrală și Cinematografică din Bucuresti.
A montat spectacole la Teatrul Național din Iași, Teatrul Mic, Teatrul Giulești și Teatrul Bulandra din București, Teatrul Național din Craiova, Teatrul Național din Cluj, Teatrul Național din Târgu Mureș, Teatrul German din Timișoara, Teatrul de Nord din Satu Mare, Teatrul „Alexandru Davilla” Pitesti etc.
Este profesor la catedra de regie teatru a Universității Naționale de Artă Teatrală și Cinematografică. Între 1998 și 2002 a fost președinte-director general al Televiziunii Române. Din 2006 este directorul Teatrului Național Vasile Alecsandri din Iași.